# Miguel Borja
Miguel Ángel Borja Hernández (Tierralta, 26 de janeiro de 1993) é um futebolista colombiano que atua como centroavante. Atualmente joga no River Plate.

## Carreira

### Atlético Nacional
No dia 6 de julho de 2016, estreou e marcou dois gols pelo Atlético Nacional na vitória por 2–0 sobre o São Paulo, no jogo de ida da semifinal pela Copa Libertadores de 2016. Em 13 de julho de 2016, no jogo da volta, marcou dois gols na vitória por 2–1 sobre o tricolor paulista, se classificando para a final da Copa Libertadores de 2016.
Marcou o único gol na final da Copa Libertadores, contra o Independiente del Valle. Borja igualou o recorde de Pelé ao marcar cinco gols em quatro partidas pela Copa Libertadores. No dia 26 de outubro de 2016, marcou seu primeiro hat-trick pelo Atlético Nacional na vitória por 3–1 sobre o Coritiba pela Copa Sul-Americana de 2016.

### Palmeiras

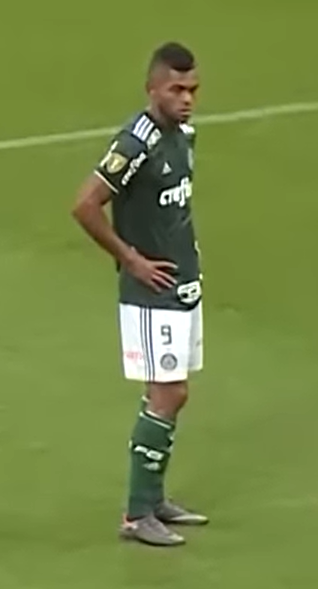
Borja com o Palmeiras em 2018.

No dia 9 de fevereiro de 2017, o Atlético Nacional anunciou a venda de Borja ao Palmeiras, pelo valor de 33 milhões de reais, a quarta transferência mais cara do futebol brasileiro na época, e a maior da história do Palmeiras. O jogador assinou um contrato por cinco temporadas. Foi apresentado no dia 25 de fevereiro, onde recebeu a camisa 12, que pertenceu a Marcos, um dos maiores ídolos do clube. Fez sua estreia no mesmo dia, entrando no segundo tempo e fazendo seu primeiro gol com a camisa do Palmeiras, na vitória por 4–1 sobre a Ferroviária, pelo Campeonato Paulista.

#### Empréstimo ao Junior Barranquilla
Após um 2019 irregular no Palmeiras, foi emprestado ao Junior Barranquilla no dia 28 de dezembro de 2019. Em dezembro de 2020, Borja anunciou via redes sociais de que o clube colombiano não exerceria seu direito de compra. Entretanto, dias depois, o clube colombiano entrou em acordo com o Palmeiras para a permanência do atacante até 30 de junho.

#### Empréstimo ao Grêmio
Em agosto de 2021, Borja assinou contrato de empréstimo com o Grêmio até o fim de 2022.

### Junior Barranquilla
Em dezembro de 2021, o Junior Barranquilla anunciou a compra de Borja por US$ 3,5 milhões (R$ 20 milhões, na época), num vínculo de três temporadas.

### River Plate
O River Plate anunciou em 12 de julho de 2022 a contratação de Borja, o contrato é até dezembro de 2025, os Millonarios pagaram US$ 6,5 milhões (R$ 35,16 milhões).

## Seleção Colombiana
Foi convocado e representou a Seleção Colombiana Sub-20 no Sul-Americano Sub-20 de 2013. Em 2016, fez parte do elenco da Colômbia que disputou as Olimpíadas realizadas no Rio de Janeiro.
No dia 4 de novembro de 2016, pela Seleção Colombiana principal, foi convocado para as partidas contra Chile e Argentina, pelas Eliminatórias para a Copa do Mundo. Estreou no dia 10 de novembro de 2016, no empate por 0–0 contra o Chile, pelas Eliminatórias para a Copa do Mundo.

## Estatísticas
Atualizadas até 20 de setembro de 2021.

### Clubes
| Equipe              | Temporada         | Campeonato nacional | Campeonato nacional | Copa nacional | Copa nacional | Competições continentais | Competições continentais | Outros torneios | Outros torneios | Total | Total |
| Equipe              | Temporada         | Jogos               | Gols                | Jogos         | Gols          | Jogos                    | Gols                     | Jogos           | Gols            | Jogos | Gols  |
| ------------------- | ----------------- | ------------------- | ------------------- | ------------- | ------------- | ------------------------ | ------------------------ | --------------- | --------------- | ----- | ----- |
| Deportivo Cali      | 2011              | 0                   | 0                   | 1             | 0             | –                        | –                        | –               | –               | 1     | 0     |
| Deportivo Cali      | Total             | 0                   | 0                   | 1             | 0             | –                        | –                        | –               | –               | 1     | 0     |
| Cúcuta              | 2011              | 5                   | 0                   | 0             | 0             | –                        | –                        | –               | –               | 5     | 0     |
| Cúcuta              | Total             | 5                   | 0                   | 0             | 0             | –                        | –                        | –               | –               | 5     | 0     |
| Cortuluá            | 2012              | 22                  | 4                   | 5             | 0             | –                        | –                        | –               | –               | 27    | 4     |
| Cortuluá            | 2013              | 11                  | 4                   | 4             | 2             | –                        | –                        | –               | –               | 15    | 6     |
| Cortuluá            | 2016              | 22                  | 19                  | 3             | 3             | 0                        | 0                        | –               | –               | 25    | 22    |
| Cortuluá            | Total             | 55                  | 27                  | 12            | 5             | 0                        | 0                        | –               | –               | 67    | 32    |
| La Equidad          | 2013              | 2                   | 4                   | 0             | 0             | –                        | –                        | –               | –               | 2     | 4     |
| La Equidad          | Total             | 2                   | 4                   | 0             | 0             | –                        | –                        | –               | –               | 2     | 4     |
| Livorno             | 2013–14           | 7                   | 0                   | 0             | 0             | –                        | –                        | –               | –               | 7     | 0     |
| Livorno             | Total             | 7                   | 0                   | 0             | 0             | –                        | –                        | –               | –               | 7     | 0     |
| Olimpo              | 2014              | 16                  | 3                   | 0             | 0             | –                        | –                        | –               | –               | 16    | 3     |
| Olimpo              | Total             | 16                  | 3                   | 0             | 0             | –                        | –                        | –               | –               | 16    | 3     |
| Santa Fe            | 2015              | 33                  | 10                  | 5             | 0             | 11                       | 0                        | –               | –               | 49    | 10    |
| Santa Fe            | Total             | 33                  | 10                  | 5             | 0             | 11                       | 0                        | –               | –               | 49    | 10    |
| Atlético Nacional   | 2016              | 7                   | 1                   | 6             | 5             | 12                       | 11                       | 2               | 0               | 27    | 17    |
| Atlético Nacional   | Total             | 7                   | 1                   | 6             | 5             | 12                       | 11                       | 2               | 0               | 27    | 17    |
| Palmeiras           | 2017              | 24                  | 6                   | 4             | 0             | 7                        | 0                        | 8               | 4               | 43    | 10    |
| Palmeiras           | 2018              | 16                  | 3                   | 4             | 1             | 12                       | 9                        | 12              | 7               | 44    | 20    |
| Palmeiras           | 2019              | 9                   | 1                   | 1             | 0             | 5                        | 2                        | 10              | 3               | 25    | 6     |
| Palmeiras           | Total             | 49                  | 10                  | 9             | 1             | 24                       | 11                       | 30              | 14              | 112   | 36    |
| Junior Barranquilla | 2020              | 23                  | 14                  | 0             | 0             | 11                       | 5                        | 2               | 1               | 36    | 21    |
| Junior Barranquilla | 2021              | 14                  | 8                   | 0             | 0             | 8                        | 6                        | 0               | 0               | 22    | 14    |
| Junior Barranquilla | Total             | 37                  | 22                  | 0             | 0             | 19                       | 11                       | 2               | 1               | 58    | 35    |
| Grêmio              | 2021              | 7                   | 4                   | 0             | 0             | 0                        | 0                        | –               | –               | 7     | 4     |
| Grêmio              | Total             | 7                   | 4                   | 0             | 0             | 0                        | 0                        | –               | –               | 7     | 4     |
| Total na carreira   | Total na carreira | 218                 | 81                  | 33            | 11            | 66                       | 34                       | 34              | 15              | 351   | 141   |

### Seleção Colombiana
Expanda a caixa de informações para conferir todos os jogos deste jogador, pela sua seleção nacional.
Sub-20
|     | Data                   | Local                                 | Resultado | Adversário     | Gol(s) | Competição                |
| --- | ---------------------- | ------------------------------------- | --------- | -------------- | ------ | ------------------------- |
| 1.  | 9 de janeiro de 2013   | Estádio Malvinas Argentinas, Mendoza  | 1–0       | Paraguai       | 0      | Sul-Americano Sub-20 2013 |
| 2.  | 13 de janeiro de 2013  | Estádio Malvinas Argentinas, Mendoza  | 1–2       | Chile          | 0      | Sul-Americano Sub-20 2013 |
| 3.  | 15 de janeiro de 2013  | Estádio Malvinas Argentinas, Mendoza  | 6–0       | Bolívia        | 3      | Sul-Americano Sub-20 2013 |
| 4.  | 17 de janeiro de 2013  | Estádio Malvinas Argentinas, Mendoza  | 2–3       | Argentina      | 0      | Sul-Americano Sub-20 2013 |
| 5.  | 20 de janeiro de 2013  | Estádio Malvinas Argentinas, Mendoza  | 2–1       | Equador        | 0      | Sul-Americano Sub-20 2013 |
| 6.  | 23 de janeiro de 2013  | Estádio Malvinas Argentinas, Mendoza  | 1–0       | Uruguai        | 0      | Sul-Americano Sub-20 2013 |
| 7.  | 30 de janeiro de 2013  | Estádio Malvinas Argentinas, Mendoza  | 0–1       | Chile          | 0      | Sul-Americano Sub-20 2013 |
| 8.  | 3 de fevereiro de 2013 | Estádio Malvinas Argentinas, Mendoza  | 2–1       | Paraguai       | 0      | Sul-Americano Sub-20 2013 |
| 9.  | 28 de maio de 2013     | Stade Léo Lagrange, Besançon          | 1–0       | Coreia do Sul  | 1      | Torneio de Toulon 2013    |
| 10. | 30 de maio de 2013     | Stade des Costières, Nîmes            | 2–1       | Estados Unidos | 0      | Torneio de Toulon 2013    |
| 11. | 3 de junho de 2013     | Parc des Sports, Avinhão              | 3–1       | França         | 0      | Torneio de Toulon 2013    |
| 12. | 5 de junho de 2013     | Stade Louis Hon, Saint-Raphaël        | 1–0       | RD Congo       | 1      | Torneio de Toulon 2013    |
| 13. | 8 de junho de 2013     | Stade du Ray, Nice                    | 0–1       | Brasil         | 0      | Torneio de Toulon 2013    |
| 14. | 28 de junho de 2013    | Estádio Kamil Ocak, Gaziantep         | 3–0       | El Salvador    | 0      | Copa do Mundo Sub-20 2013 |
| 15. | 3 de julho de 2013     | Estádio Hüseyin Avni Aker, Trebizonda | 1–1       | Coreia do Sul  | 0      | Copa do Mundo Sub-20 2013 |

Sub-23
|    | Data                 | Local                        | Resultado | Adversário | Gol(s) | Competição           |
| -- | -------------------- | ---------------------------- | --------- | ---------- | ------ | -------------------- |
| 1. | 5 de agosto de 2016  | Arena da Amazônia, Manaus    | 2–2       | Suécia     | 0      | Jogos Olímpicos 2016 |
| 2. | 8 de agosto de 2016  | Arena da Amazônia, Manaus    | 2–2       | Japão      | 0      | Jogos Olímpicos 2016 |
| 3. | 14 de agosto de 2016 | Arena Corinthians, São Paulo | 0–2       | Brasil     | 0      | Jogos Olímpicos 2016 |

Seleção Principal
|     | Data                   | Local                                    | Resultado | Adversário     | Gol(s) | Competição               |
| --- | ---------------------- | ---------------------------------------- | --------- | -------------- | ------ | ------------------------ |
| 1.  | 10 de novembro de 2016 | Estádio Metropolitano, Barranquilla      | 0–0       | Chile          | 0      | Elim. Copa do Mundo 2018 |
| 2.  | 25 de janeiro de 2017  | Estádio Nilton Santos, Rio de Janeiro    | 0–1       | Brasil         | 0      | Amistoso                 |
| 3.  | 28 de março de 2017    | Estádio Olímpico Atahualpa, Quito        | 2–0       | Equador        | 0      | Elim. Copa do Mundo 2018 |
| 4.  | 13 de junho de 2017    | Coliseum Alfonso Pérez, Getafe           | 4–0       | Camarões       | 0      | Amistoso                 |
| 5.  | 14 de novembro de 2017 | Olímpico de Chongqing, Chongqing         | 4–0       | China          | 2      | Amistoso                 |
| 6.  | 27 de março de 2018    | Craven Cottage, Londres                  | 0–0       | Austrália      | 0      | Amistoso                 |
| 7.  | 1 de junho de 2018     | Estádio Atleti Azzurri d'Italia, Bérgamo | 0–0       | Egito          | 0      | Amistoso                 |
| 8.  | 28 de junho de 2018    | Estádio de Samara, Samara                | 1–0       | Senegal        | 0      | Copa do Mundo 2018       |
| 9.  | 11 de outubro de 2018  | Raymond James Stadium, Baía de Tampa     | 4–2       | Estados Unidos | 1      | Amistoso                 |
| 10. | 16 de outubro de 2018  | Red Bull Arena, Harrison                 | 3–1       | Costa Rica     | 0      | Amistoso                 |

## Títulos
Santa Fe
- Copa Sul-Americana: 2015
- Superliga da Colômbia: 2015

Atlético Nacional
- Copa Libertadores da América: 2016
- Copa Colômbia: 2016

Palmeiras
- Campeonato Brasileiro: 2018

Junior Barranquilla
- Superliga da Colômbia: 2020

River Plate
- Campeonato Argentino: 2023
- Trofeo de Campeones: 2023
- Supercopa Argentina: 2023

Colômbia
- Campeonato Sul-Americano Sub-20: 2013

### Prêmios individuais
- Melhor Jogador da América: 2016
- Equipe Ideal da América: 2016
- Melhor Jogador do Futebol Colombiano: 2016
- Equipe Ideal do Futebol Colombiano: 2016
- 97º melhor jogador do ano de 2016 (Marca)[23]
- 83º melhor jogador do ano de 2016 (The Guardian)[24]
- Seleção do Campeonato Paulista de 2018

### Artilharias
- Torneio Apertura 2016 (19 gols)
- Copa Colômbia de 2016 (8 gols)
- Copa Sul-Americana de 2016 (6 gols)
- Campeonato Paulista de 2018 (7 gols)
- Copa Libertadores da América de 2018 (9 gols)
- Campeonato Colombiano de 2020 (14 gols)
- Copa da Liga Argentina de 2024 (13 gols)

## Recordes
- 2º goleador histórico do Cortuluá (32 gols)
- 4º maior artilheiro do Palmeiras na Copa Libertadores da América (11 gols)
- 5° maior artilheiro da Copa Sul-americana
- Colombiano com mais gols na Copa Sul-americana (15 Gols)
- Colombiano com mais gols na Copa Libertadores (30 Gols)